# 闻诊
闻诊是通过听觉和嗅觉了解病人发出的语言、呼吸、咳嗽、呃逆、嗳气等声响和口气、分泌物和排泄物等的异常气味，来判断正气的盈亏和邪气性质的一种诊法，四诊之一，可概括为听声音和嗅气味两方面。
一般说来，语声响亮有力，多言躁动的属实证、热证；语声低微无力，少言而沉静的属虚证、寒证。鼻塞而声音重浊为外感或湿浊阻滞。新病音哑或失音为实证，是外邪袭肺，肺气不宣；久病音哑或失音为虚证，是肺肾阴虚。语言错乱为心的病变。神志不清，语无伦次，声高有力，为热扰心神的实证；神志不清，语言重复，时断时续，声音低弱，属心气大伤的虚证。语言粗暴，哭笑无常，狂躁妄动，属痰火内扰，为狂证；抑郁沉闷，自言自语，是痰气郁闭，为癫证。呼吸微弱而慢为气虚，呼吸气粗而快为实热。哮喘声高气粗，喉中痰鸣属实证，声低喘微，气不接续，或痰鸣不利，为虚证。
咳嗽，咳声重浊有力，痰清白，为风寒束肺；咳声不爽，痰黄稠，为风热犯肺；咳声清脆，干咳无痰，为燥邪犯肺；咳声阵发，发则连声不绝，面红目赤，甚则呕恶，为肝火犯肺；无力作咳，咳声低微，咳出白沫，兼有气促，为肺虚。
呃逆，俗称打呃，高亢而短，响亮有力，属实热；声低沉而长，气弱无力，属虚寒；久病呃逆，短促低微，断断续续，是胃气衰败。
嗳气，俗称打饱嗝，为宿食不化，肝胃不和。病人口气臭秽属胃热，消化不良，或口腔不洁；口气酸臭，是内有宿食。
各种排泄物，分泌物，如大小便、妇女带下等，有恶臭，色黄而粘多属实热、湿热；无味或腥味，色白而质清稀多属虚寒、寒湿。屁出酸臭，是宿食停滞。